# Gilbreaths Vermutung
Gilbreaths Vermutung ist eine unbewiesene zahlentheoretische Behauptung, die die Primzahlen betrifft. Sie wird Norman L. Gilbreath (* 1936) für das Jahr 1958 zugeschrieben, er soll sie beim Kritzeln auf einer Serviette entdeckt haben. Die Vermutung wurde aber bereits 1878 von François Proth zusammen mit einem angeblichen Beweis, der sich später als fehlerhaft erwies, veröffentlicht.
Man schreibt in einer ersten Zeile die Folge der Primzahlen:
2, 3, 5, 7, 11, 13, 17, 19, 23, 29, 31, 37, 41, 43, 47, 53, …
Dann berechnet man die Absolutwerte der Differenzen zwischen aufeinander folgenden Folgegliedern und notiert so die zweite Zeile. Genauso bildet man die dritte und alle folgenden Zeilen:
2, 3, 5, 7, 11, 13, 17, 19, 23, 29, 31, 37, 41, 43, 47, 53, …
1, 2, 2, 4, 2, 4, 2, 4, 6, 2, 6, 4, 2, 4, 6, …
1, 0, 2, 2, 2, 2, 2, 2, 4, 4, 2, 2, 2, 2, …
1, 2, 0, 0, 0, 0, 0, 2, 0, 2, 0, 0, 0, …
1, 2, 0, 0, 0, 0, 2, 2, 2, 2, 0, 0, …
1, 2, 0, 0, 0, 2, 0, 0, 0, 2, 0, …
1, 2, 0, 0, 2, 2, 0, 0, 2, 2, …
1, 2, 0, 2, 0, 2, 0, 2, 0, …
1, 2, 2, 2, 2, 2, 2, 2, …
1, 0, 0, 0, 0, 0, 0, …
1, 0, 0, 0, 0, 0, …
Gilbreaths Vermutung lautet nun, dass der erste Wert jeder Zeile außer der ersten Zeile 1 beträgt. Andrew Odlyzko lieferte eine Überprüfung für die ersten ca. {\displaystyle 3\cdot 10^{11}} Zeilen.